# The Westin Excelsior Rome
The Westin Excelsior Rome es un hotel de lujo situado en Roma, Italia, concretamente en la Via Veneto. Abrió sus puertas en 1906, y fue diseñado por los arquitectos suizos Emil Vogt y Otto Maraini.

## Historia

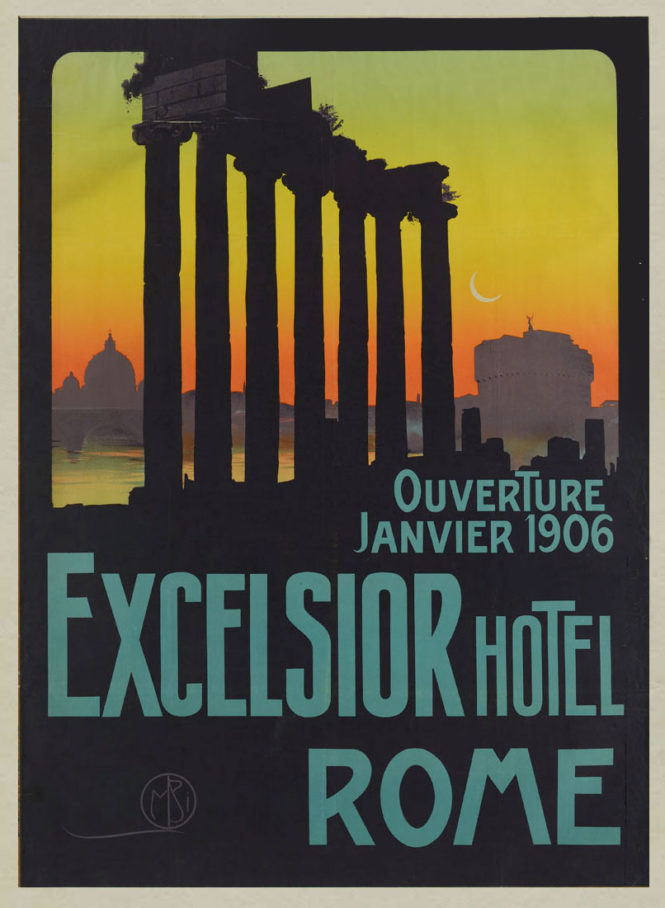
Cartel de Mario Borgoni anunciando la inauguración del hotel.

El Hotel Excelsior abrió sus puertas el 18 de enero de 1906. y construido por Schweizerische Actiengesellschaft für Hotelunternehmungen, con sede en Lucerna, Suiza.
Durante la Primera Guerra Mundial, dos plantas del hotel se convirtieron en un hospital militar operado por la Cruz Roja Italiana.  En 1923, el hotel fue vendido a la CIGA, (Compagnia Italiana Grandi Alberghi, en español: Compañía Italiana de Grandes Hoteles). Después de la invasión alemana en 1943, el hotel se convirtió en la residencia y oficinas de Kurt Mälzer, el comandante militar alemán nazi de la ciudad de Roma. En 1944, cuando Roma fue liberada por los aliados, el hotel se convirtió en el cuartel general temporal del general Mark Wayne Clark. El hotel volvió a abrir sus puertas a los huéspedes en 1947. En 1953, la CIGA amplió el hotel, comprando el edificio adyacente del Banco di Napoli en la mitad norte del bloque y reconstruyendo su fachada para que coincidiera con la del resto del hotel, y también añadiendo un sexto piso a todo el edificio.
Aga Khan IV compró la CIGA en 1985 y vendió la cadena hotelera a ITT Sheraton en 1994, que colocó al Excelsior en su línea ITT Sheraton Luxury Collection. En 1998, Sheraton fue vendido a Starwood Hotels and Resorts, y el 1 de marzo de 2000, el Excelsior fue transferido a su división Westin Hotels & Resorts y rebautizado como The Westin Excelsior Rome. El hotel fue completamente renovado en el año 2000. Starwood vendió el hotel a Katara Hospitality, con sede en Catar, en 2015 por 222 millones de euros. Más tarde, Katara vendió el hotel al grupo Omnam, con sede en Londres, en 2023.

## En la cultura popular
El hotel albergó al elenco y al equipo de Ben-Hur durante su rodaje en 1958. La Dolce Vita se filmó en los alrededores del hotel en 1960  y Dos semanas en otra ciudad se filmó en el hotel en 1962. También se filmaron partes de la miniserie de 1983 The Winds of War, al igual que una escena del musical de época de 2009 Nine . En la película de 1973 El exorcista, se puede escuchar a Chris MacNeil (interpretado por Ellen Burstyn) pidiendo que la conecten con el Hotel Excelsior en Roma cuando intenta comunicarse con el padre de Regan (interpretada por Linda Blair).[cita requerida]
El 3 de marzo de 1994, el músico estadounidense Kurt Cobain sufrió una sobredosis en una de las suites del hotel, poco antes de suicidarse.